# Dalby Sogn (Kerteminde Kommune)

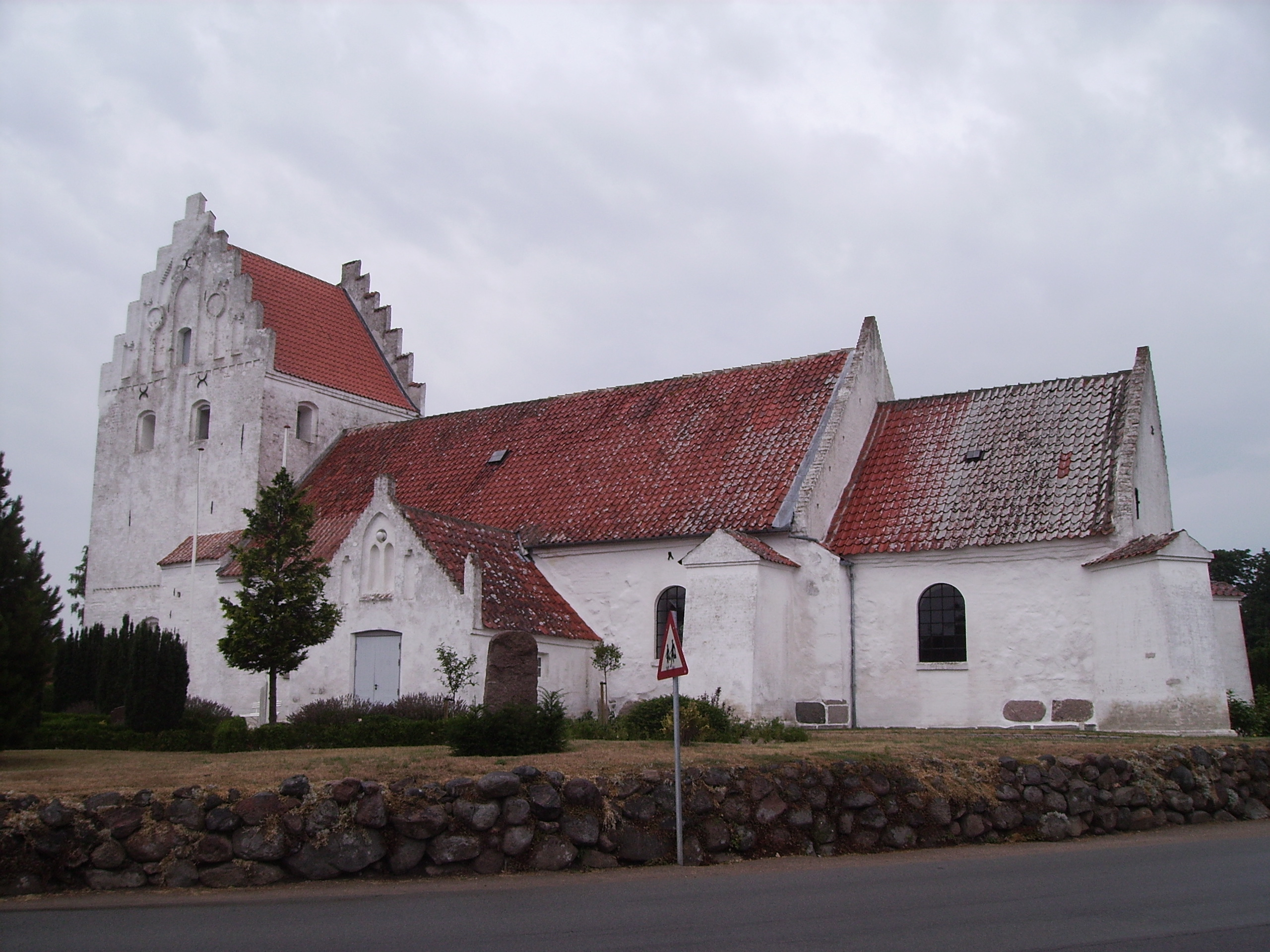
Dalby Kirke

Dalby Sogn ist eine Kirchspielsgemeinde (dän.: Sogn)
auf der Halbinsel Hindsholm im äußersten Nordosten der  Insel Fyn (dt.: Fünen)
im südlichen Dänemark. Bis 1970 gehörte sie zur Harde Bjerge Herred im damaligen Odense Amt, danach zur Kerteminde Kommune im
Fyns Amt, die im Zuge der  Kommunalreform zum 1. Januar 2007 in der
„neuen“
Kerteminde Kommune in der Region Syddanmark aufgegangen ist.
Im Kirchspiel leben 500 Einwohner, davon 305 im Kirchdorf (Stand: 1. Januar 2023). Im Kirchspiel liegt die Kirche „Dalby Kirke“.
Nachbargemeinden sind im Norden Stubberup Sogn, im Osten und Südosten Viby Sogn und im Südwesten Mesinge Sogn.